# Здесь водятся драконы
«Здесь водятся драконы» (англ. Here There Be Dragons) — детская книга американского писателя Роджера Желязны. Это одна из двух историй, написанных им для детей, вторая — «Там, в вышине» (англ. Way Up High), и одна из трех книг без героических главных героев. Две детские книги были впервые опубликованы с отдельными суперобложками, но продавались только в общих футлярах с названием Here There Be Dragons/Way Up High. В 1992 году было выпущено по тысяче экземпляров каждой книги с подписью Желязны и иллюстрациями Вона Боде.
Желязны написал «Здесь обитают драконы» и «Там, в вышине» для своих детей в 1968-69 годах. Он восхищался работой художника-андерграундного комикса Вона Боде и поручил ему проиллюстрировать эти две книги. Рисунки были выставлены на Всемирном съезде научной фантастики в Сент-Луисе в 1969 году, но до публикации книг Боде сообщил Желязны, что, хотя Желязны и владеет иллюстрациями, у него нет прав на воспроизведение. Кристофер С. Ковач в своей литературной биографии Желязны объясняет этот вопрос: «Желязны рассматривал книгу как две свои истории, проиллюстрированные Боде, но Боде рассматривал ее как витрину своего искусства, освещенную текстом Желязны». Публикация книг провалилась, когда Желязны и Боде настояли на равных гонорарах. Боде умер в 1975 году, и его наследники согласились на публикацию книг с иллюстрациями Боде в 1992 году.

## Персонажи
- Уильям — четвертый советник короля. Отправляется на поиски дракона (чтобы он был средних размеров и извергал разноцветное пламя) вместо фейерверков для празднования десятилетия дочери короля.
- Король — глупый правитель маленького, изолированного королевства, окруженного высокими, скалистыми горами. Приказывает своим четырем советникам устроить фейерверк на день рождения его дочери.
- Господин Гибберлинг — королевский картограф. Пишет «ЗДЕСЬ ОБИТАЮТ ДРАКОНЫ» на неизвестных территориях по краям своих карт.
- Белл/Белкис — Белл — ящерица, захваченная Уильямом, который пообещал королю найти дракона для вечеринки. Однако на вечеринке он превращается в Белкиса, большого, свирепого, огнедышащего дракона.

## Сюжет
В изолированном королевстве люди не путешествуют за границу, потому что королевство окружено высокими горами, и потому что они думают, что за горами обитают свирепые драконы. Они думают, что там есть драконы, потому что королевский картограф, господин Гибберлинг, не знает, что находится за горами, поэтому на пустых местах по краям своих карт он пишет «ЗДЕСЬ ВОДЯТСЯ ДРАКОНЫ».
Король хочет фейерверки на день рождения своей дочери, но изготовитель фейерверков умирает, так и не передав свои навыки другому. Король советуется со своими четырьмя советниками. Первому советнику приходит в голову идея раздобыть дракона средних размеров, извергающего разноцветное пламя для вечеринки. Король думает, что это великолепная идея, и после некоторого обсуждения первые три советника поручают работу по охоте на драконов четвертому советнику, молодому человеку по имени Уильям.
Уильям отправляется на поиски такого дракона, но все, что он ловит, это ящерицу по имени Белл. Ящерица обещает Уильяму, что создаст среднего размера дракона с цветными огнями для вечеринки. Однако на вечеринке Белл превращается в огромного, грозного, огнедышащего дракона по имени Белкис. Дракона, как выясняется, интересует только одно — практика господина Гибберлинга писать «ЗДЕСЬ ВОДЯТСЯ ДРАКОНЫ» на своих картах. Он говорит, что драконов очень мало, они хотят, чтобы их оставили в покое, и маскируются под безобидных животных, таких как ящерицы, чтобы избегать людей.
Он настаивает, чтобы господин Гибберлинг полетел на его спине и составил точные карты земель вокруг королевства, исключив все упоминания о драконах. Затем господин Гибберлинг составляет превосходные карты всего региона. Но на одной стороне его карт изображен огромный океан с неизвестными землями за ним. Поскольку он не знает, что там находится, он пишет: «ЗДЕСЬ ВОДЯТСЯ МОРСКИЕ ЗМЕИ».